# Royaume de Grenade (couronne de Castille)
Ne doit pas être confondu avec Royaume de Grenade.
1492–1833
Entités précédentes :
- Royaume de Grenade

Entités suivantes :
- Province de Grenade
- Province d'Almería
- Province de Cadix
- Province de Jaén
- Province de Malaga

Le royaume de Grenade (en espagnol : Reino de Granada) fut une juridiction territoriale ou province de la couronne de Castille depuis la fin de la Reconquista en 1492 jusqu'à la division territoriale de l'Espagne en 1833. Les localités qui le composaient selon le cadastre d'Ensenada apparaissent dans l'annexe Localités du royaume de Grenade.

## Histoire

### Perte d'autonomie mais rôle institutionnel

Les quatre royaumes de l'Andalousie.

Après la fin de la guerre de Grenade le 2 janvier 1492, l'ancien royaume nazarí de la Grenade entre dans la couronne de Castille. Son symbole, le fruit de la grenade, est incorporé au blason de la Monarchie catholique et continue de figurer jusqu'à aujourd'hui en pointe des armoiries de l'Espagne, visibles notamment sur le drapeau national. La ville entre dans un long déclin après la perte de son rôle politique. Économiquement, la découverte de l'Amérique entraîne le développement de Séville aux dépens de Grenade comme principale ville du sud de l'Espagne. Cependant, le rôle institutionnel de Grenade reste essentiel, obtenant le vote au parlement des Cortes espagnol (privilège dont ne jouissent que dix-sept villes). Sa cathédrale est promue au rang d'archevêché. Son rôle juridique n'est égalé que par Valladolid (Castille-et-Léon), accueillant la chancellerie royale de Grenade, avec juridiction sur la moitié sud de toute la couronne castillane.

### Transformation de la société grenadine
Les problèmes d'intégration des morisques, la population du dernier royaume musulman de la péninsule — avec des particularités religieuses, ethniques et socio-économiques — avec la population de « vieux chrétiens » qui domine socialement, suscitent des mécontentements qui explosent avec la révolte des Alpujarras de 1568-1571. Réprimée durement, elle entraîne la dispersion des morisques dans toute la Castille. Le point final de leur présence en Espagne est ordonné lors de l'expulsion des morisques d'Espagne de 1609.

### D'un titre à l'autre: la province
En 1833, après 341 ans d'existence, le décret royal du 30 novembre supprime le royaume de la Grenade, créant l'actuelle province de Grenade. Aux localités du royaume homonyme, sont retirées celles rattachées à la province d'Almería, à la province de Málaga, à la province de Jaén et à la province de Cadix. Actuellement la province est composée par les communes figurant dans l'annexe Communes de la province de Grenade.

Le royaume de Grenade selon les réponses générales du cadastre d'Ensenada (1750-1754).
Représentation du blason du royaume de la Grenade, une fois incorporé à la couronne de Castille en 1492.
Représentation du blason de la province de Grenade, après la réforme de 1833.